# Heteracris rantae
Heteracris rantae är en insektsart som först beskrevs av Boris Petrovich Uvarov 1936.  Heteracris rantae ingår i släktet Heteracris och familjen gräshoppor. Inga underarter finns listade i Catalogue of Life.